# Estación de Monte Abraão
La Estación Ferroviaria de Monte Abraão está integrada en la Línea de Sintra, al noroeste de Lisboa, en Portugal, siendo servida por composiciones del servicio con el mismo nombre de la CP Urbanos de Lisboa.

## Descripción

### Localización
La estación tiene acceso por la Avenida de la Paz, en la localidad de Monte Abraão.

### Vías de circulación y plataformas
Presentaba, en enero de 2011, cuatro vías de circulación, con longitudes entre los 225 y 235 metros; las plataformas tenían 210 y 220 metros de extensión, y 90 centímetros de altura.

## Historia
El tramo original de la Línea de Sintra, entre Alcântara-Terra y Sintra, donde esta plataforma se encuentra, fue abierta el 2 de abril de 1887.